# Туровиці (Груєцький повіт)
Туровиці (пол. Turowice) — село в Польщі, у гміні Ясенець Груєцького повіту Мазовецького воєводства.
Населення — 213 осіб (2011).
У 1975-1998 роках село належало до Радомського воєводства.

## Демографія
Демографічна структура станом на 31 березня 2011 року:
|          | Загалом | Допрацездатний вік | Працездатний вік | Постпрацездатний вік |
| -------- | ------- | ------------------ | ---------------- | -------------------- |
| Чоловіки | 112     | 20                 | 80               | 12                   |
| Жінки    | 101     | 12                 | 68               | 21                   |
| Разом    | 213     | 32                 | 148              | 33                   |